# Erik Berg
Erik Berg (* 30. Dezember 1988 in Falkenberg als Erik Johansson) ist ein ehemaliger schwedischer Fußballspieler. Der Abwehrspieler spielte zuletzt für den schwedischen Verein Djurgårdens IF. Er bestritt zwölf A-Länderspiele für Schweden.

## Werdegang

### Karrierestart in Schweden und Meisterschaftsgewinn
Berg begann mit dem Fußballspielen bei Falkenbergs FF. Nachdem er dort die diversen Nachwuchsmannschaften durchlaufen hatte, rückte er in der Zweitliga-Spielzeit 2008 in den Profikader auf. Nach seinem Debüt in der Superettan etablierte er sich unter Trainer Thomas Askebrand schnell als Stammspieler in der Defensive des Klubs, mit dem er sich in der vorderen Tabellenhälfte platzierte. Mit guten Leistungen in der Zweitliga-Spielzeit 2011 machte er höherklassig auf sich aufmerksam. Kurz vor Ende der Sommerwechselperiode verpflichtete ihn der Göteborger Erstligist GAIS, bei dem er einen bis Ende 2014 gültigen Kontrakt unterzeichnete. Bis zum Saisonende stand er bei seinem neuen Klub in sieben Partien in der Allsvenskan in der Startformation auf dem Platz. Die Spielzeit 2012 verlief jedoch für ihn und die Mannschaft um Richard Ekunde, Fredrik Lundgren, Linus Tornblad und Jakob Olsson wenig erfolgreich. Als Tabellenletzter stieg der Verein in die Zweitklassigkeit ab. Dennoch wurde er im November zum Spieler des Jahres bei GAIS gewählt.
Nach dem Abstieg verließ Berg GAIS und wechselte innerhalb der Allsvenskan zu Malmö FF. Zunächst nur Ergänzungsspieler profitierte er im Verlauf der Spielzeit 2013 von einer Verletzung Filip Helanders, so dass er in 17 Meisterschaftsspielen zum Einsatz kam und am Saisonende zu den Titelträgern gehörte. Seine guten Leistungen ließen ihn in den Fokus des Svenska Fotbollförbundet rücke, Nationaltrainer Erik Hamrén nominierte ihn im Januar als Nachrücker in den Kader für eine Januartournee der Nationalelf. Beim 2:0-Erfolg über Island durch Tore von Robin Quaison und den Malmöer Vereinskameraden Guillermo Molins debütierte er in Abu Dhabi in der Auswahlmannschaft. In der anschließenden Spielzeit setzte er sich mit der Mannschaft erneut an der Tabellenspitze fest, unter Trainer Åge Hareide erreichte er zudem an der Seite von Isaac Kiese Thelin, Markus Rosenberg, Magnus Eriksson, Ricardinho und Anton Tinnerholm erstmals in der Vereinsgeschichte die Gruppenphase der UEFA Champions League.

### Wechsel ins Ausland und Titelgewinne in Dänemark
Im Juli 2015 wechselte Berg für eine Ablöse in Höhe von 1,7 Mio. € zum belgischen Erstligisten KAA Gent, verließ diesen Verein nach nur neun Ligaspielen aber im Januar 2016 wieder und schloss sich dem FC Kopenhagen an. Unter Trainer Ståle Solbakken war er auf Anhieb Stammspieler und gewann am Saisonende das Double aus dänischer Meisterschaft und Landespokal. Mitte Mai nominierte ihn Nationaltrainer Hamrén für das EM-Turnier in Frankreich. Dort wurde er im ersten Spiel gegen Irland bei einem 0:1-Rückstand zur Halbzeit eingewechselt. In den beiden verbleibenden Begegnungen mit Italien und mit Belgien stand er in der Startmannschaft. Danach schied das Team als Gruppenletzter aus. In der Saison 2016/17 konnte er mit dem FC Kopenhagen erneut das Double feiern und nahm außerdem an der Champions- und Europa League teil.

### Rückkehr nach Schweden
Im Juni 2018 folgte für Berg dann aus familiären Gründen der Wechsel zurück in seine Heimat zu Djurgårdens IF. Mit einem Viereinhalbjahresvertrag ausgestattet gehörte er anfangs zu den Stammspielern des Klub. In der Spielzeit 2019 gewann er mit dem Klub den Meistertitel, fiel aber die Hälfte der Spielzeit nach einer Knieverletzung aus. Im folgenden Jahr kehrte er in die Stammformation zurück, kämpfte aber ab er zweiten Saisonhälfte immer wieder mit kleineren Blessuren und kam nach dem Verlust des Stammplatzes vor allem als Einwechselspieler zum Zug. Nachdem er auch in der Vorbereitung zur Spielzeit 2021 passen musste, stand im Frühjahr 2021 zwei Jahre vor Vertragsende eine vorzeitige Trennung im Raum. Nachdem er keine Fortschritte sah, entschied er sich letztlich im Sommer des Jahres zum vorzeitigen Karriereende.

## Privates
Berg ist seit Dezember 2018 mit der schwedischen Hörfunk- und Fernsehmoderatorin Carina Berg verheiratet, dabei nahm er ihren Nachnamen (zuvor Johannson) an.

## Erfolge
- Schwedischer Meister 2013, 2014
- Dänischer Meister 2016, 2017
- Dänischer Pokalsieger 2016, 2017